# Estación de Dingwall

La estación de Dingwall (en inglés: Dingwall railway station) es una estación de ferrocarril ubicada en el pueblo de Dingwall en el consejo unitario de Highland en Escocia, Reino Unido. Se encuentra justo al sur del cruce de la Far North Line y la Kyle of Lochalsh Line, y es servida por la First ScotRail. Al sur se encuentra la propuesta estación de Conon Bridge. Un reciente incremento en los pasajeros ha aumentado considerablemente su uso.

## Historia
La estación fue construida por el Inverness and Ross-shire Railway (I&RR) y se abrió el 11 de junio de 1862, cuando la línea de la compañía se abrió desde Inverness a Dingwall. La extensión a Invergordon llegó el 23 de marzo de 1863. Los servicios principales de pasajeros a través de la estación fueron a Wick y Thurso y a la Kyle of Lochalsh Line.